# آرتمی تروئیتسکی
آرتمی تروئیتسکی (روسی: Арте́мий Тро́ицкий؛ زادهٔ ۱۶ ژوئن ۱۹۵۵) منتقد هنری موسیقی، بزرگزارکنندهٔ کنسرت، روزنامه‌نگار، بازیگر و مجری تلویزیون و رادیو اهل اتحاد جماهیر شوروی است که در دانشگاه دولتی مسکو در زمینه روزنامه‌نگاری موسیقی تدریس کرده است. در سال ۱۹۸۸، نیویورک تایمز او را به عنوان «منتقد برجستۀ موسیقی راک شوروی» توصیف کرد.
او در سال ۱۹۸۶، یکی از برگزارکنندگان کنسرت راک «حساب شماره ۹۰۴» بود که با الگوبرداری از لایو اید برگزار شد و برای جمع‌آوری کمک‌های مالی برای قربانیان فاجعه چرنوبیل برگزار شد، که اولین کنسرت از این نوع در اتحاد جماهیر شوروی بود.
از فیلم‌ها یا برنامه‌های تلویزیونی که وی در آن نقش داشته است، می‌توان به داون هاوس اشاره کرد.